# Pentaphragmataceae
Pentaphragmataceae, biljna porodica u redu zvjezdanolike, čiji je jedini rod Pentaphragma, s ukupno 31 priznatom vrstom iz jugoistočne Azije.

## Vrste
1. Pentaphragma acuminatum Airy Shaw
2. Pentaphragma albiflorum H. H. W. Pearson
3. Pentaphragma aurantiacum Stapf
4. Pentaphragma bartlettii Merr.
5. Pentaphragma begoniifolium Wall.
6. Pentaphragma bicolor C.W.Lin
7. Pentaphragma combretiflorum Airy Shaw
8. Pentaphragma cyrtandriforme Airy Shaw
9. Pentaphragma decurrens Airy Shaw
10. Pentaphragma ellipticum Poulsen
11. Pentaphragma gamopetalum Gagnep.
12. Pentaphragma grandiflorum Kurz
13. Pentaphragma honbaense (A. Chev. & Gagnep.) Gagnep.
14. Pentaphragma horsfieldii (Miq.) Airy Shaw
15. Pentaphragma insigne Airy Shaw
16. Pentaphragma jaherii Airy Shaw
17. Pentaphragma lambirense R. Kiew
18. Pentaphragma lanuginosum Airy Shaw
19. Pentaphragma longisepalum R. Kiew
20. Pentaphragma mindanaense Merr.
21. Pentaphragma paucinerve Quisumb. & Merr.
22. Pentaphragma pendulum C.W.Lin
23. Pentaphragma platyphyllum Merr.
24. Pentaphragma prostratum R. Kiew
25. Pentaphragma sinense Hemsl. & E.H. Wilson
26. Pentaphragma spatulisepalum Airy Shaw
27. Pentaphragma spicatum Merr.
28. Pentaphragma tenuiflorum Airy Shaw
29. Pentaphragma tetrapetalum Airy Shaw
30. Pentaphragma viride Stapf & M. L. Gree
31. Pentaphragma winitii Craib apud Kerr